# Guadalupe Victoria

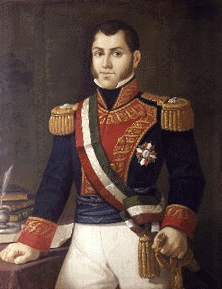
Guadalupe Victoria

Guadalupe Victoria (* 29. September 1786 in Tamazula, Durango als José Miguel Ramón Adaucto Fernández y Félix; † 21. März 1843 in Perote, Veracruz) war der erste Präsident Mexikos. Er war von 1824 bis 1829 im Amt.

## Leben
Victoria wurde am 29. September 1786 in Tamazula, Durango geboren. Er studierte am Colegio de San Ildefonso Rechtswissenschaft. Im Jahre 1811 nahm er an der von Miguel Hidalgo ausgerufenen Revolution teil, in der er für José María Morelos kämpfte. Nach der Exekution von Morelos kämpfte Victoria in Oaxaca und in Veracruz.
Nach einem Gefecht in der Nähe von Palmellas, Veracruz, tauchte er 1817 im Gebirge unter, bis Agustín de Itúrbide und Vicente Guerrero 1821 den Plan von Iguala unterschrieben, der durch eine Konstitutionelle Monarchie die Unabhängigkeit des Landes von Spanien erreichen sollte. Er unterstützte Antonio López de Santa Anna und unterschrieb am 1. Februar 1823 den Plan von Casa Mata, mit der Absicht, den Kaiser Iturbide zu stürzen.

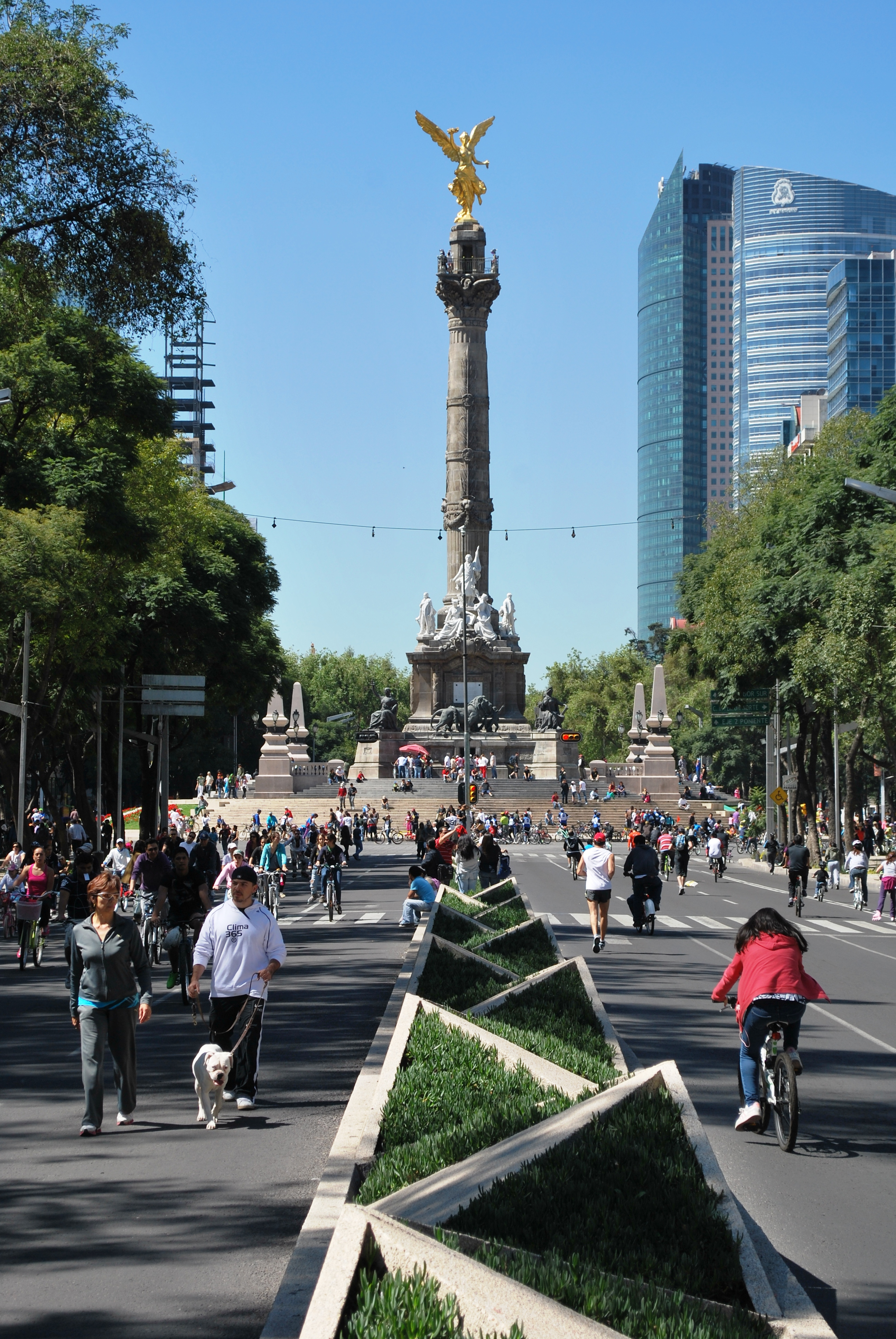
Das Denkmal El Ángel de la Independencia

Victoria wurde der erste Präsident dieses neuen Landes, nachdem der Kaiser Agustín de Itúrbide gestürzt wurde. Er suchte sich einen neuen Namen aus, um seinen symbolischen Stellenwert deutlich zu machen: Guadalupe, angelehnt an Nuestra Señora de Guadalupe (dt. Unsere Dame Guadalupe), die er schützen ließ und Victoria von la victoria, was „der Sieg“ heißt.
In seiner Amtszeit schaffte er die Sklaverei in Mexiko ab, gründete das Colegio Militar (dt. Militärische Akademie), unterschrieb einen Staatsvertrag mit dem Vereinigten Königreich und vertrieb die spanischen Bürger.
Victoria heiratete im Jahre 1841 die Mexikanerin María Antonia Bretón. Die beiden hatten keine Kinder.
Am 21. März 1843 starb Guadalupe Victoria in Perote, Veracruz, wo er auch beerdigt wurde, an Epilepsie. Am 25. August 1845 wurde er vom Kongress der Union Mexiko zum Benemérito de la Patria (dt. Held der Nation) erklärt. Im Jahre 1925 wurde sein Leichnam zu dem Mausoleum in der Basis des Denkmals El Ángel de la Independencia in Mexiko-Stadt gebracht.
Im Jahre 1999 kaufte Mexiko das Schiff Pharris von der United States Navy und es wurde Victoria zu Ehren in Victoria umbenannt. Nach ihm ist Victoria County in Texas benannt.